# Dragonfight
Dragonfight, w Polsce znany niepowszechnie pt. Giełda śmierci – amerykański film science-fiction z roku 1990, w reżyserii Warrena A. Stevens'a.

## Fabuła
Akcja dzieje się w niedalekiej dystopijnej przyszłości, gdzie korporacje organizują śmiertelne pojedynki gladiatorów i transmitują je globalnie, na wielką skalę, generując olbrzymie zyski.
Początek ucieczki:
Fighter Falchion (grany przez Paula Coufosa) zostaje zestawiony na walkę na śmierć z brutalnym Lochaberem (Robert Z’Dar). W trakcie starcia w arizonskiej pustyni, Falchion odmawia udziału i ucieka, co rozpoczyna dramatyczny pościg.
Nieustępliwa pogoń:
Lochaber otrzymuje rozkaz złapania lub zabicia uciekiniera. Przemierza pustynię, jesteś gotów poświęcić życie niewinnych, by tylko odzyskać Falchiona.
Sprzymierzeńcy na drodze:
Podczas ucieczki Falchion spotyka szereg postaci – m.in. Jericho (George „Buck” Flower), Sandrę (Alexa Hamilton) i Moochowa (Charles Napier), którzy pomagają mu przetrwać i uniknąć korporacyjnego aparatu.
Kulminacja:
Po długiej serii pościgów dochodzi do finalnej konfrontacji na pustyni, w której dochodzi do symboliczniczej decyzji: porzucenia korporacyjnego terroru i własny, osobisty wybór – bez względu na politykę i stawki gangsterów. 

## Obsada
- Robert Z’Dar – Lochaber
- Paul Coufos – Falchion
- Michael Paré – Moorpark
- James Hong – Asawa
- Tom Magee – Bull
- B.J. Davis – Myśliwy
- George „Buck” Flower – Jericho
- Andrew Bryniarski – widz walki w barze